# Fernando Altimani
Fernando Altimani (Milano, 8 dicembre 1893 – Milano, 1º gennaio 1963) è stato un marciatore italiano, medaglia di bronzo nei 10 km alla V Olimpiade di Stoccolma nel 1912 con il tempo di 47'37".
Nella sua carriera una presenza in nazionale e 4 titoli italiani.

## Palmarès
| Anno | Manifestazione  | Sede      | Evento       | Risultato | Tempo   |
| ---- | --------------- | --------- | ------------ | --------- | ------- |
| 1912 | Giochi olimpici | Stoccolma | Marcia 10 km | Bronzo    | 47'37"6 |

## Primati personali
- 5 km su pista 21.32
- 10 km su pista 44.34